# 14-й корпус Кремля
14-й корпус Кремля — адміністративна будівля, яка була розташована на Іванівській площі Московського Кремля в 1934—2016 роках. Побудовано на місці Малого Миколаївського Палацу, Чудова та Вознесенського монастирів, які були знесені у 1929—1930 роках. Архітектором проекту виступав Володимир Апишков за безпосередньою участю Івана Рерберга.
Попервах у корпусі розміщувалась школа військового складу РСЧА, потім його займали комендатура Кремля та секретаріат Президії Верховної Ради СРСР. Після розпаду Радянського Союзу в будівлі знаходилися резервний кабінет та адміністрація президента. У 2001 році у приміщеннях розпочалися ремонтні роботи, які з перервами протривали 13 років, до моменту коли 2014 року було прийнято рішення демонтувати споруду. Навесні 2016-го на цьому місці відкрився парк із заскленими шурфами, що відкривають фундаменти стародавніх монастирів.

## Історія

### Будівництво

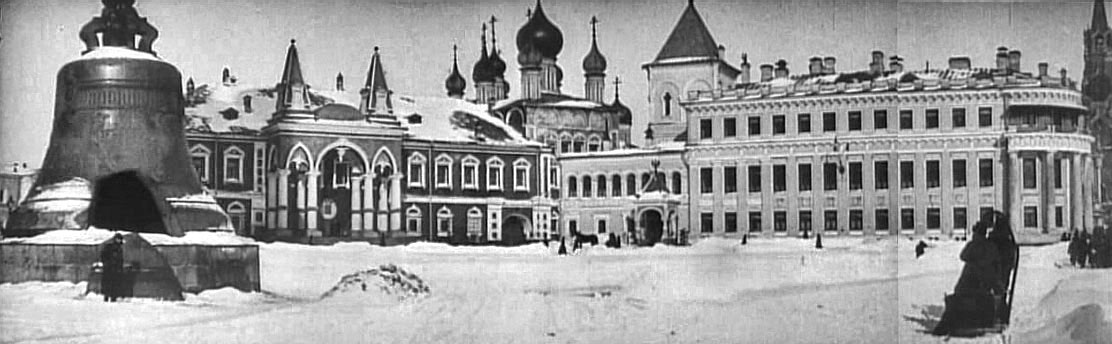
Вигляд на Іванівську площу до будівництва 14-го корпусу Кремля. Зліва направо: Цар-дзвін, Чудовий монастир, Малий Миколаївський палац, 1909 рік

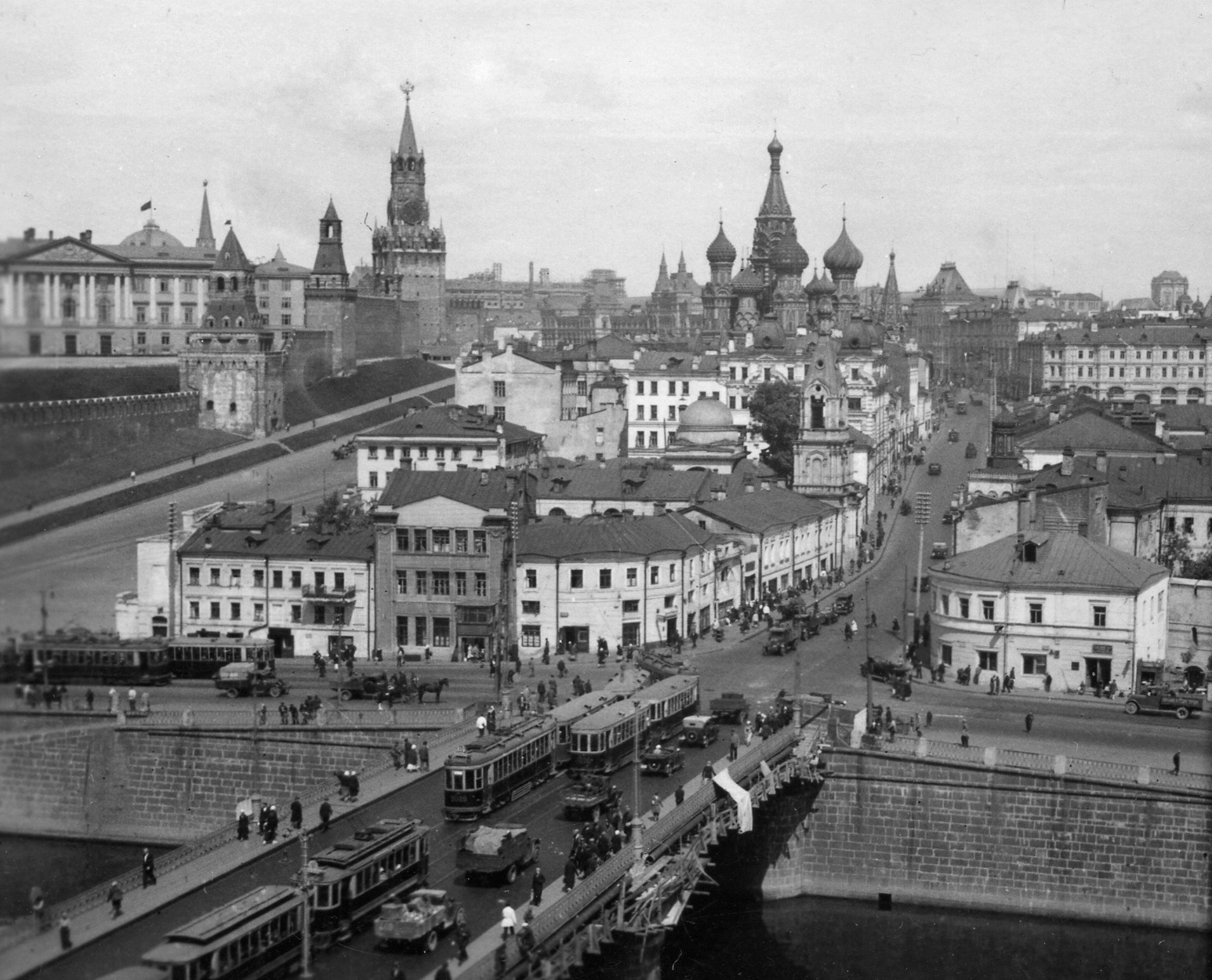
Панорама Москви з 14-м корпусом Кремля, що височить, 1935 рік

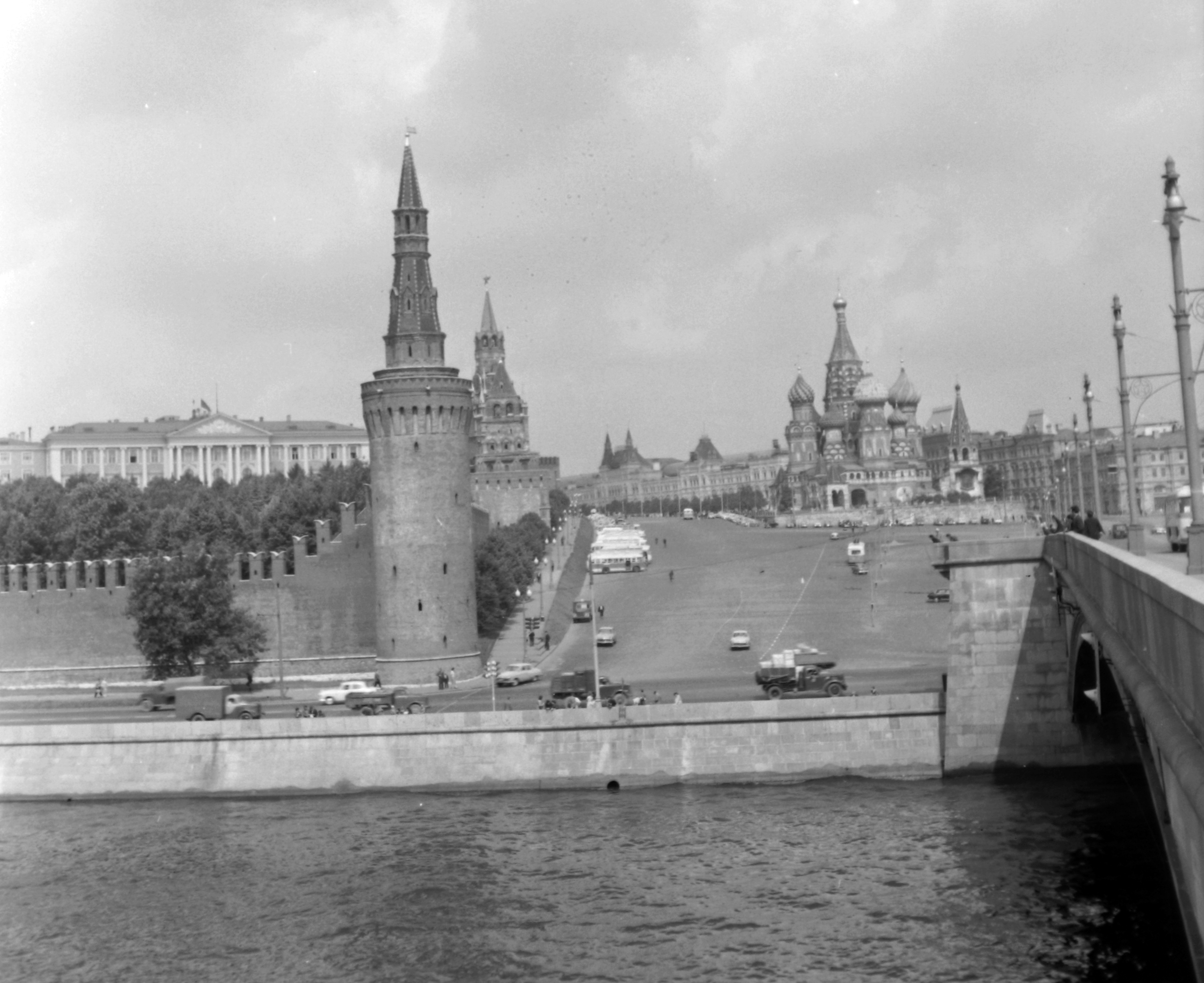
Зліва направо: 14-й корпус Кремля, Беклемішевська вежа, Храм Василя Блаженного, 1965 рік

На початках на місці де повинен був розсташовуватись 14-й корпус Кремля знаходилися Чудовий і Вознесенський монастирі, а також Малий Миколаївський палац. Деякі історики припускають, що перед цим на цій території знаходилася татарський стайня, яку у 1365 році передали в дар митрополиту Алексію. Він заснував на цій ділянці дерев'яну церкву Чуда Архістратига Михайла та обитель ченців. У 1386-му поблизу розташувався собор Вознесіння Господнього, який сприяв появі жіночого монастиря. У 1817 році митрополитий будинок, що належав до володінь Чудового монастиря, перейшов у відомство палацового управління та був переобладнаний під резиденцію великого князя Миколи Павловича. Малий Миколаївський палац слугував місцем перебування імператорів під час візитів до Москви. Після подій революції 1917 року в ньому зробили штаб Перших московських кулеметних курсів РСЧА.
Наприкінці 1920-х років на цьому місці було вирішено побудувати нову будівлю для школи військового складу РСЧА. Проєкт реконструкції був засекречений та незрозуміло, хто саме повинен був відповідати за його розробку. Імовірно, за час обговорення робіт, що були представлені на закритому конкурсі, брали участь високопоставлені військові чини та комендатура Кремля. Розглядалося кілька планів розбудови, одним із них був підготовлений архітекторами Іваном Жолтовським та Олексієм Щусєвим. Вони хотіли зберегти частину історичних споруд, включно з церквами Благовіщення, Олексія Митрополита та собор Чуда Архістратига Михаїла. Однак радянський уряд надав перевагу більш економному варіанту Володимира Апишкова, який на той час працював у військовому відомстві. Проєкт передбачував повне знесення історичних пам'яток. Деякі дослідники вважають, що у основі художнього оформлення нового будинку лежали ідеї Жолтовського. Довгий час автором 14-го корпусу вважався Іван Рерберг, роль Апишкова вдалося встановити лише при вивченні номенклатурного листування у 2014 році. Плутанина могла виникнути у зв'язку з тим, що Рерберг також брав участь у роботі та здійснював нагляд за будівництвом.
Незважаючи на спроби Наркомату освіти зберегти архітектурні пам'ятки, у грудні 1929 року після наказу Йосипа Сталіна розпочалися роботи з демонтажу попередніх споруд. У поспіху археологам не надали можливість винести цінні фрески та елементи оздоблення церков, тому вдалося врятувати лише малу частину. Під час зносу монастирів вибухівка не торкнулася підвалів, оскільки закладалася виключно у наземні споруди. Новий корпус мав чотири поверхи, але був споруджений за технологією зведення американських хмарочосів на той час: його несучі стіни мали товщину 3,5 метра, а всередині них були встановлені двотаврові металеві балки. Роботи проходили в період з 1932 по 1934 рік. Визначним моментом є те, що ця будівля стала першою будівлею на території Кремля, що була зведена після революції 1917 року, другою був Палац з'їздів, закладений у 1959-му. Після Олімпіади 1980 року корпус було вирішено доповнити Мармуровим залом на 788 осіб щодо засідань Центрального комітету КПРС. Через два роки будівництво під керівництвом Віктора Гришина було закінчено.

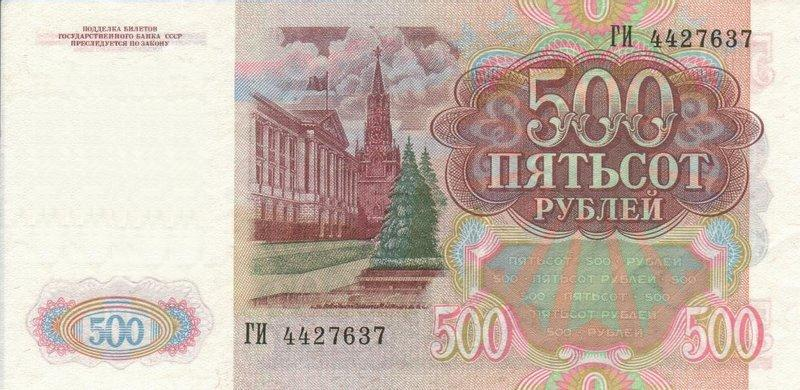
Зображення 14-го корпусу на банкноті СРСР номіналом 500 карбованців 1991 року

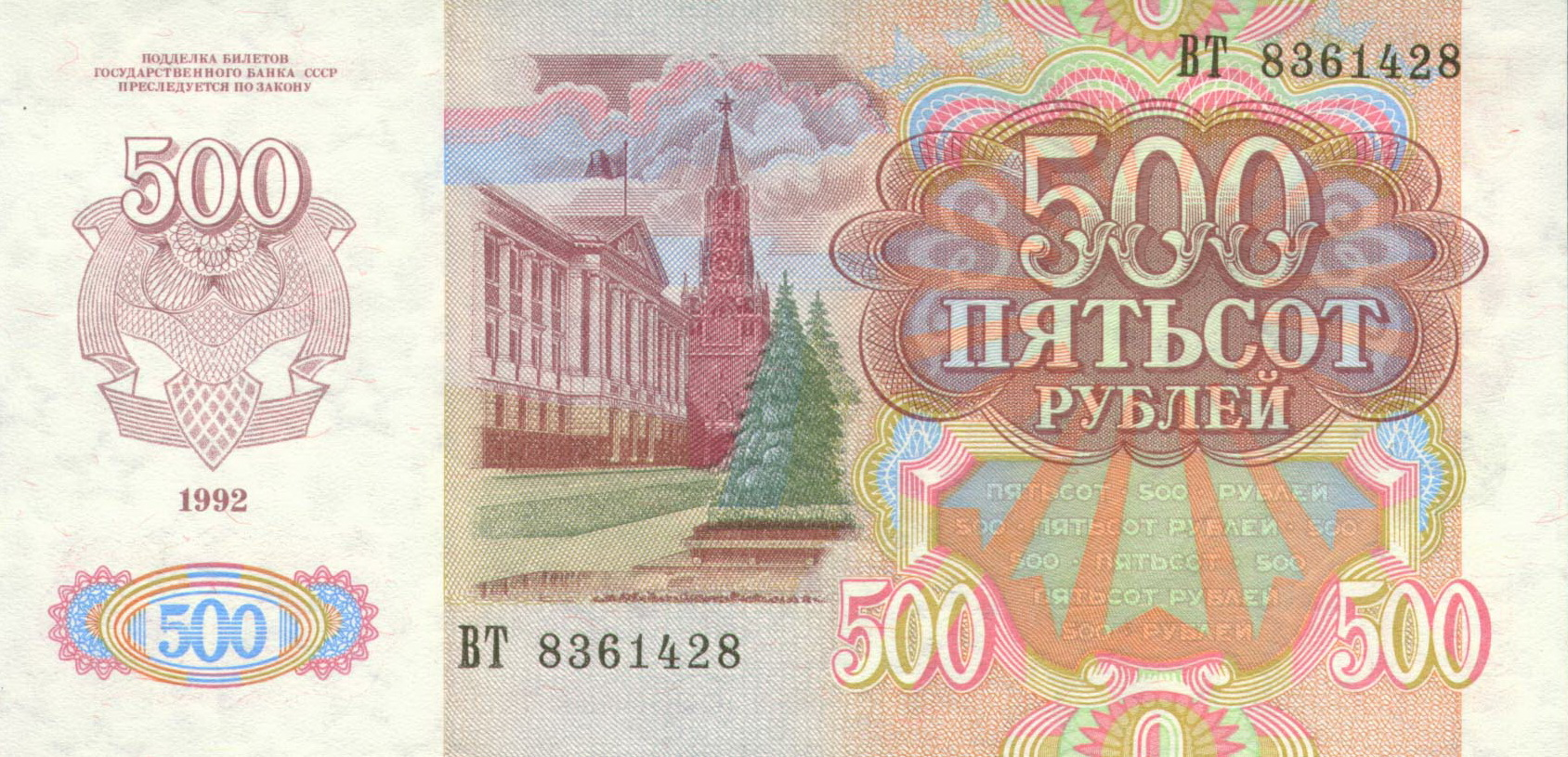
Зображення 14-го корпусу на банкноті СРСР номіналом 500 карбованців 1992 року

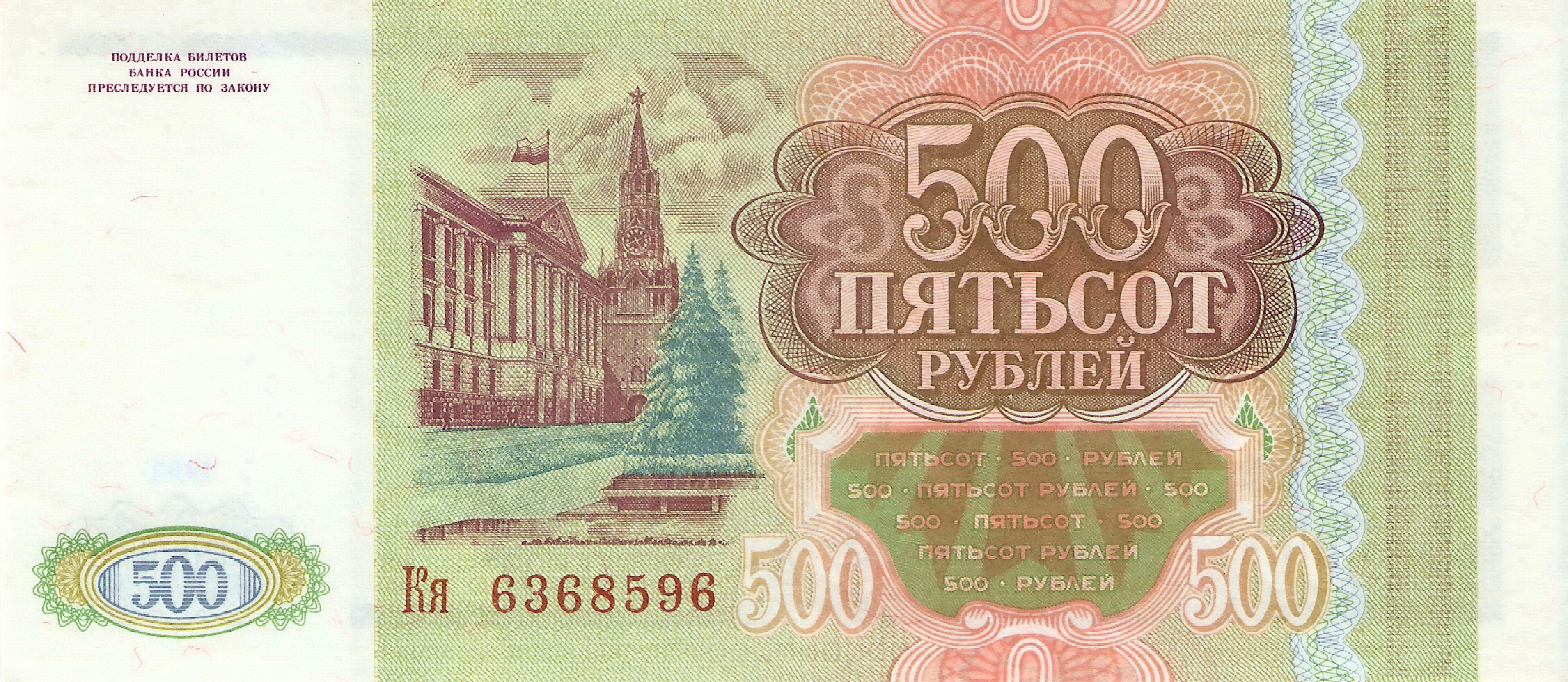
Зображення 14-го корпусу на банкноті Росії номіналом 500 рублів 1993 року

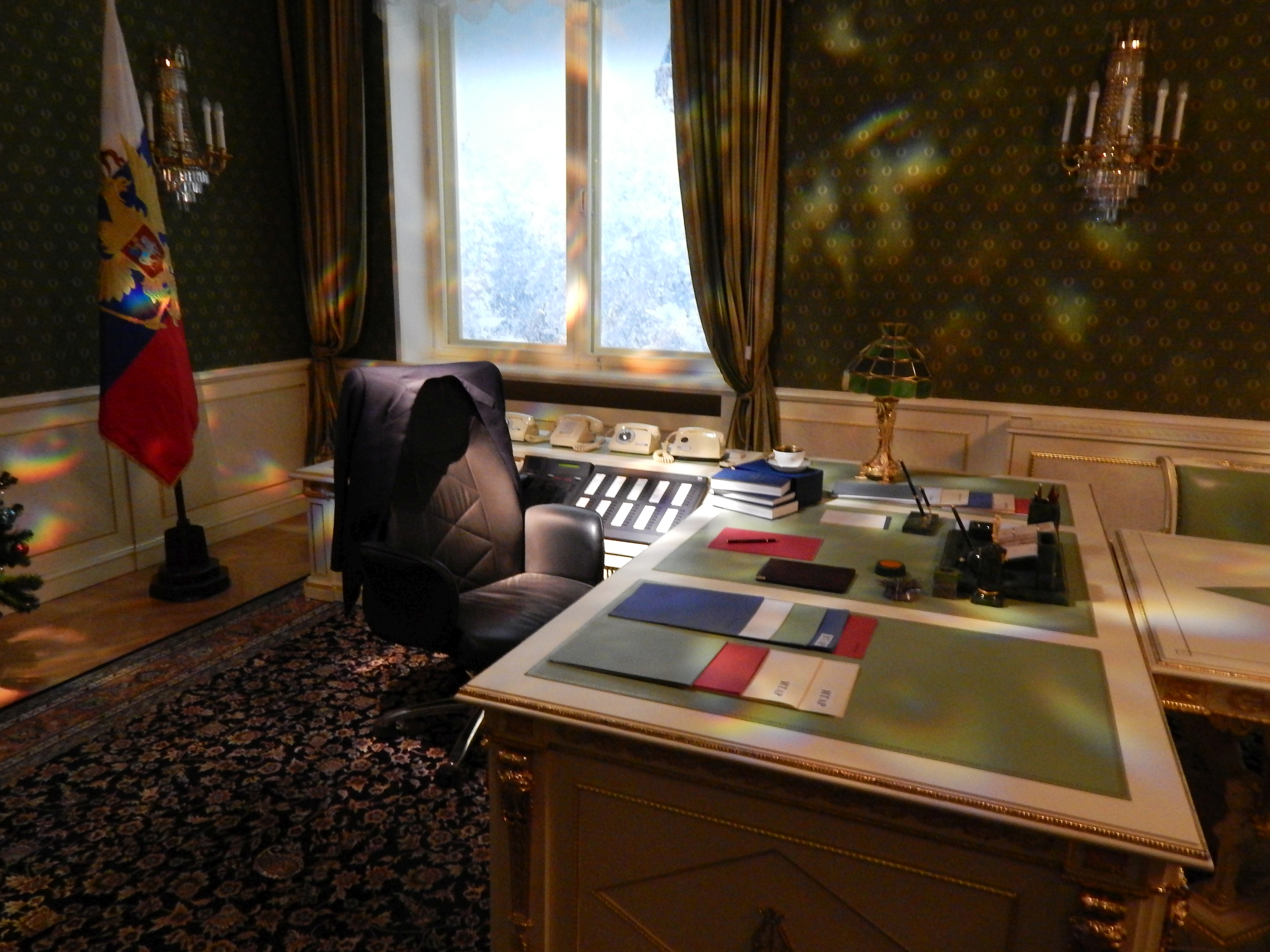
Робочий кабінет Бориса Єльцина, відтворений у Єльцин-центрі, 2015 рік

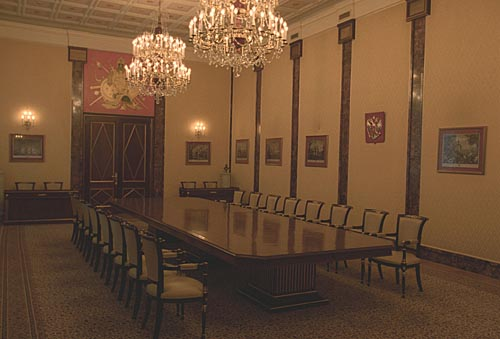
Зал консультацій у 14-му корпусі Кремля, початок XXI століття

З моменту заснування і до 1935 року офіційно будівля називалася 1-ю Радянською об'єднаною школою РСЧА імені ВЦВК. Згодом курсантів, які проходили навчання в аудиторіях корпусу, перевели в Лефортовські казарми, а в 1938-му в будівлі, що розміщувалася на Іванівській площі розташувалися комендатура Кремля та секретаріат Президії Верховної Ради СРСР.
1958 року будівлю перебудували під Кремлівський театр. Приміщення було розраховане на 1200 глядачів, для входу яких відчиняли Спаські ворота. Проте через непристосованість приміщень для масових видовищних заходів 1967-го трупу виселили.
Упродовж наступних два роки зали корпусу реконструювали для проведення засідань Верховної Ради СРСР, що проходили там аж до 1991.
З 10 липня 1991 року[відсутнє в джерелі] у будівлі на Іванівській площі було виділено кабінет для розміщення Бориса Єльцина[відсутнє в джерелі]. Коли Михайло Горбачов пішов з посади президента СРСР, робочі приміщення Єльцина перенесли до Сенатського палацу. Проте під час його реставрації у 1993 році президент був змушений повернутися до 14-го корпусу. Після розпаду Радянського Союзу у парадних залах будівлі щорічно відбувалися прес-конференції президента Росії. Починаючи з 2008 року приміщення займав адміністративний апарат: прес-служба, служба протоколу, управління із зовнішньої політики, ФСТ, комендатура Кремля, та секретар ради безпеки. Зокрема, у парадній частині будівлі було обладнано резервний кабінет президента Росії. У листопаді 2009-го на стіні будівлі встановили меморіальну табличку на згадку про втрачені пам'ятки архітектури, які були на цьому місці.

### Демонтаж

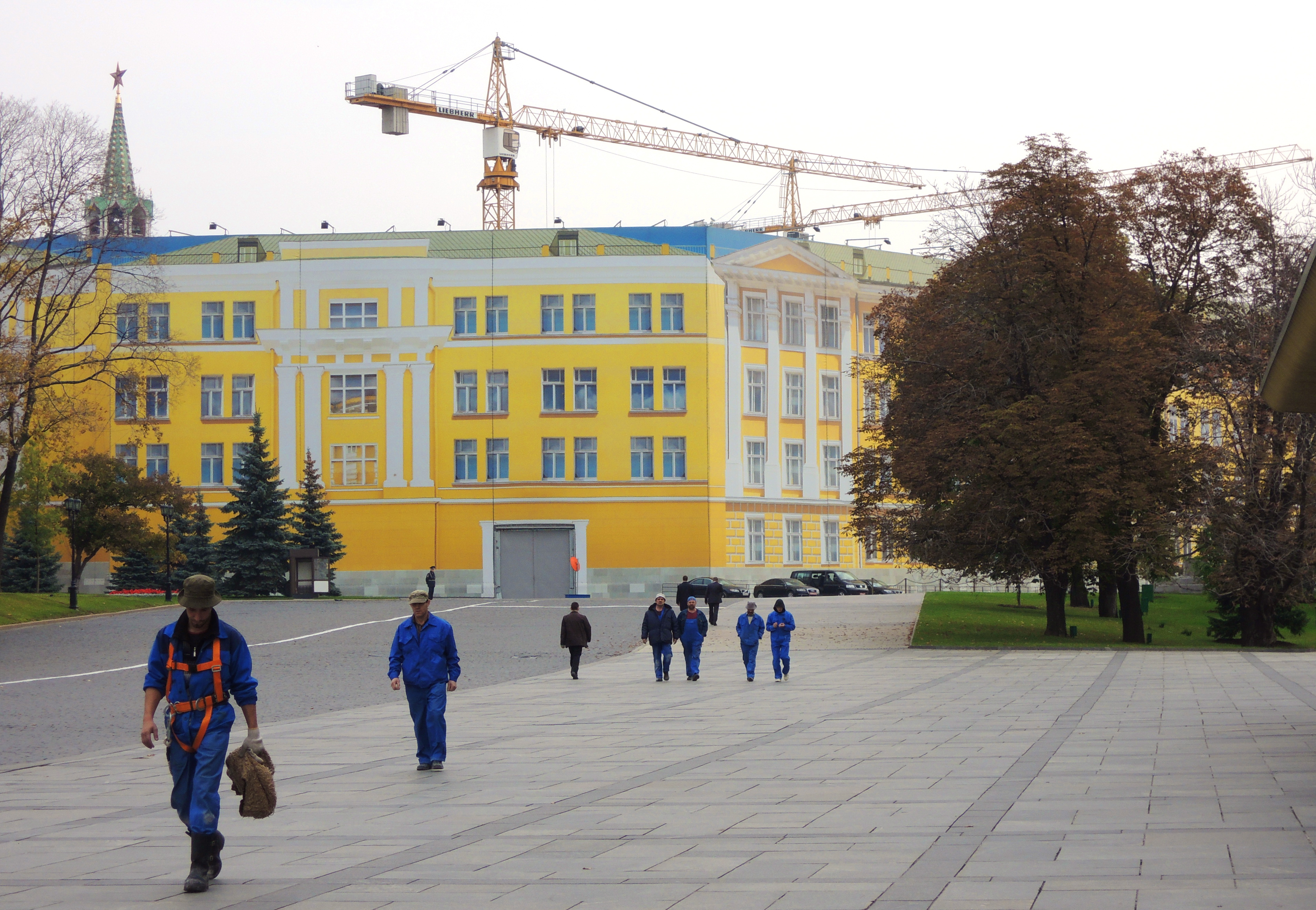
Огородження 14-го корпусу Кремля під час демонтажу, 2014 рік

Коли будівля 14-го корпусу почала просідати, було ухвалено рішення провести його реконструкцію. Роботи, що розпочалися у 2001-му, планувалося завершити у продовж кількох років, проте ремонт затягнувся. Всі ці роки будівля корпусу була закрита від відвідувачів тканиною. Після того, як у 2011 році всі служби адміністрації президента були переведені на Стару площу, на місці будівлі розгорнулися масштабні ремонтні та будівельні роботи, на які було витрачено близько 8 мільярдів бюджетних рублів. Навесні 2014 року були проведені найбільш трудомісткі роботи зі зміцнення фундаменту та несучих стін. Пізніше фірма «Інжтрансбуд», яка займалася виконанням проєкту, заявила що припиняє свою діяльність.
31 липня 2014 року президент Російської Федерації В. В. Путін запропонував знести цю будівлю та реконструювати зруйновані у 1930-ті роки Вознесенський та Чудов монастирі. «Така виникла ідея — не відновлювати цей „новотвір“ (14-й корпус Кремля), а, навпаки, відновити історичний вигляд цієї місцини з двома монастирями та церквою», — заявив він. «Я відразу хочу сказати, що я ні на чому не наполягаю — це ідея, пропозиція», — підкреслив Путін. Пропозиція виникла під час бесіди з мером Москви Сергієм Собяніним, заступником директора музеїв Московського Кремля Андрієм Баталовим та ректором Московського інституту архітектури Дмитром Швидковським .
І хоча Путін закликав не сприймати його слова як остаточне рішення, Баталов та Швидковський висловили свою готовність провести історичні дослідження на користь цього проєкту. Незважаючи на те, що 14-й корпус входив до архітектурного ансамблю Московського Кремля, який був у списку об'єктів всесвітньої спадщини ЮНЕСКО і також був виявленим об'єктом культурної спадщини Росії, ця будівля, на думку ректора МАРХІ Дмитра Швидковського, архітектурної цінності не мала.
Ця ідея відторгла і викликала серйозне занепокоєння серед фахівців, оскільки не існує жодних обмірів втрачених будівель, ані, достатньою мірою, вивченого іконографічного матеріалу — водночас існуюча історична пам'ятка буде втрачена. Мистецтвознавці відзначили, що 14-й корпус встиг стати важливою частиною історії Кремля: він був зображений на купюрах номіналом 500 рублів у 1991, 1992 та 1993 роках, а також був тлом на зніманнях із грудня 2000 року новорічного звернення президента.
Посеред листопаду 2015 року будівлю вирішили знести. Проєкт зносу вимагав певної підготовки через близькість інших споруд Кремля.
З метою не пошкодити сусідні будівлі, під час демонтажу заборонялося використовувати вибухівку або важку техніку, тому для розбору стін застосовували алмазні пилки. Роботи велися цілодобово протягом семи місяців.
Водночас з'явилася інформація щодо розробки проєкту спорудження Чудова, Вознесенського монастирів та Малого Миколаївського палацу, проте остаточне рішення прийматиметься пізніше. Весь цей час ширилися чутки щодо можливого відновлення монастирів і палацу на фундаменті, який попри все зберігся. Проте під час докладного вивчення архівних матеріалів зрозуміли, що з точного відтворення будівель недостатньо даних. Історики зазначають, що станом на 2015 рік було виявлено приблизно 20 % необхідної інформації.
Під час реконструкції будівлі вченим вдалося провести невелике дослідження: підземні бури спускалися зонди з відеокамерою для вивчення стану підвалів монастирів. Основні археологічні роботи розпочалися у вересні 2014-го та з перервами протривали аж до 2016-го. Фахівці прорили вісім шурфів та розкопів, знайшли фундаменти трьох будівель Чудова Монастиря: трапезної, церков Митрополита Олексія та Благовіщення, а також частину Малого Миколаївського палацу. На місці ділянок поблизу з ними вдалося віднайти культурні верстви материнських порід. У цих місцях виявили фрагменти льоху та дерев'яний зруб, що відносяться до XVI—XVII століть. При дослідженні ґрунту у підвалах 14-го корпусу археологи розкопали частини монастирських споруд та кладовище при Михайло-Архангельському соборі. Всього знайшли 108 поховань, близько 1500 побутових предметів та більш ніж 15 000 уламків кераміки.
У культурному шарі кінця XII — першої третини XIII століття під 14-м корпусом було виявлено кам'яну форму для відливання металевих грузиків, які датуються кінцем XII — початком XIII століття. На формі збереглося приблизно 15 літер, частина з них була у дзеркальному накресленні. 4 букви читаються як «РІЯН», вони на думку мистецтвознавців можуть бути фрагментом підпису замовника або виконавця форми. Цей напис є найдавнішим кириличним написом із тих що були знайдені на території Москви. 29 квітня 2016 року демонтаж будівлі було завершено.
10 травня 2016 року для відвідувачів було відкрито парк, що встановлений на місці колишнього 14-го корпусу, внаслідок цього туристична зона Кремля збільшилася на 1,6 га. Уздовж розміщення стін давніх монастирів фахівці висадили кущі кульової туї, блакитні ялини, махровий бузок, гірські сосни, ялівець, перстач і спірею. У грудні 2016 року в парку було відкрито засклені шурфи, які дають змогу побачити фрагменти фундаментів та цінні знахідки археологів.
Влітку 2017 року директор музеїв Кремля Олена Гагаріна повідомила, що зведення новотворів на території Кремля не планується, але водночас вона підкреслила, що існує можливість створення музею в підземеллях 14-го корпусу. У листопаді того ж року пролунала заява, що на реалізацію цього проекту у наступному 2018-му з міського та федерального бюджетів буде виділено 974 млн рублів.
Для відвідувачів підвали з історичними артефактами, за попереднім плануванням стали доступними у 2020 році. Музей археології Чудова монастиря, зведений на місці демонтованого 14-го корпусу Кремля, на думку керуючого справами президента РФ, є унікальним, що не має аналогів на території Російської Федерації. Експозиція музею заснована, на результатах археологічних досліджень, які проводилися на цій території, і присвячена найдавнішій історії Москви та ансамблю Чудова монастиря. Через скляну плиту (підлогу), яка перекриває багатошаровий археологічний розкоп, можна побачити тривимірну модель історичного формування території Кремля. Для збереження ґрунту розкопу та всіх експонатів, у приміщенні постійно підтримується певний температурно-вологісний режим. Відвідування музею можливе виключно у групах не більше 20 осіб, замість екскурсовода працює спеціально розроблена мультимедійна програма. 4 листопада 2020 року, у День народної єдності, у супроводі офіційних осіб новий музей відвідав президент Російської Федерації Володимир Путін.

## Архітектура та інтер'єри

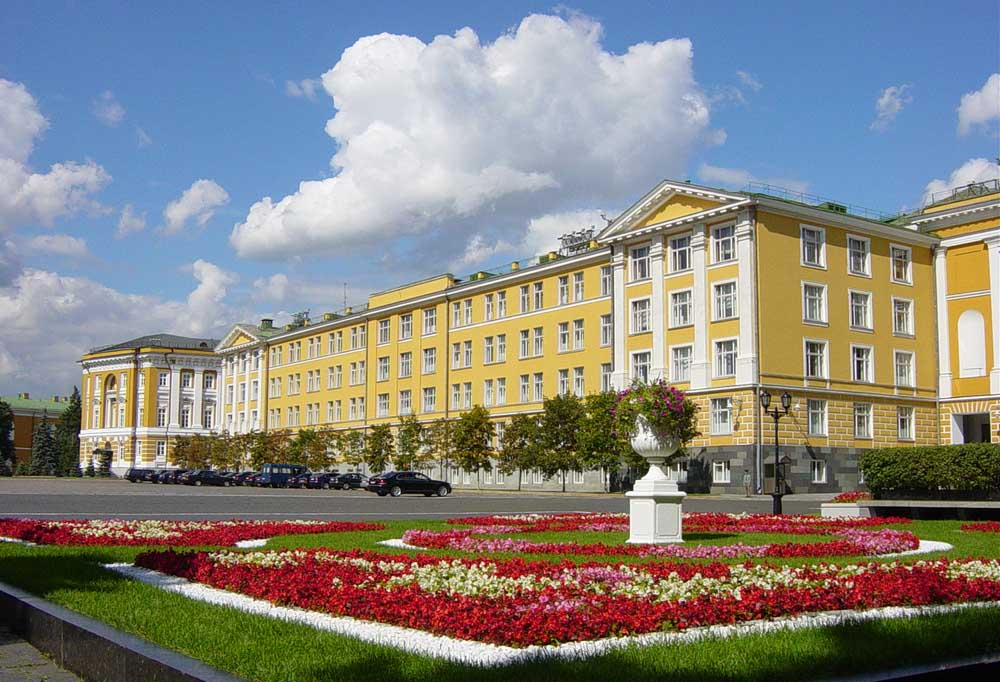
Вид на 14-й корпус Кремля з Іванівської площі, 2006 рік

Будівля була виконана в неокласичному стилі і мала складну структуру тризубця, зверненого до Сенатського палацу. Художня виразність будинку викликала розбіжності у мистецтвознавців. Деякі класифікували корпус як типову споруду початку XX століття, інші вважали, що позаяк фасади були нейтральними корпус делікатно підкреслював пам'ятки інші Кремля, що знаходились поруч. Сторона, що звернена до Іванівської площі, мала спрощені архітектурні форми, це створювало одноманітність сприйняття. Найбільш виразною була частина будинку, звернена до Москви-ріки. Вона мала чітку симетрію, центром якої був портик з 8 колонами. Спочатку фронтон будівлі прикрашав герб Радянського Союзу.
Згідно з планом будова складалася з чотирьох корпусів, поділених на представницьку та робочу зони. У фасадній частині розташовувалися офіційні зали, резервний кабінет президента, хол та аванзал. Парадний вестибюль був з'єднаний бічними сходами з головним фоє, що оздоблювався колонадою, масивними панікадилами та панорамними вікнами з видом на річку. З цієї кімнати відвідувачі потрапляли до зали засідань, що мала напівкруглу форму, у якій головним елементом декору була унікальна кругла люстра, що включала 1500 ламп і мала вагу більше тонни. Поблизу було приміщення для засідань, а на 3 поверсі розташовувалася анфілада парадних кімнат. Оздоблення резервних президентських приміщень було виконане в класичному стилі: бра прикрашали лампи у вигляді свічок, підлога була застелена килимами, які ефектно контрастували з оздобленням стін. У листопаді 2015 року особистий кабінет першого президента Росії перенесли із 14-го корпусу до музею Бориса Єльцина в місті Єкатеринбург.
За фасадним корпусом розсташовувалися приміщення адміністрації президента Російської Федерації. Середній корпус робочої частини з'єднувався з Мармуровою залою. На попервах його оздоблення включало композицію з десяти статуй, що становлять робітничо-селянський рух. За легендою, під час встановлення з'ясувалося, що пам'ятник, що зображував військового, цілився пістолетом у трибуни пленуму ЦК, тому довелося виготовити нову скульптуру в найкоротший термін.